# Siphoninus gruveli
Siphoninus gruveli là một loài côn trùng cánh nửa trong họ Aleyrodidae, phân họ Aleyrodinae.
Siphoninus gruveli được Cohic miêu tả khoa học đầu tiên năm 1968.